# Parte de mí (álbum de Rosario)
Parte de mí es el octavo álbum de Rosario que salió a la venta el 26 de abril de 2008. El origen del título está en que el disco incluye aquellas canciones que han formado la banda sonora de su vida, atreviéndose a versionar el himno a la paz No dudaría de su hermano Antonio Flores. Es uno de los discos más vendidos de 2008 y ha conseguido gran variedad de nominaciones y premios.

## Lista de canciones
1. Por tu ausencia (versión de Manzanita) - 3:48
2. Algo contigo (versión de Chico Novarro) - 3:32
3. Algo de mí (versión de Camilo Sesto) - 3:30
4. Ojalá que llueva café (versión de Juan Luis Guerra) - 3:49
5. La distancia (versión de Roberto Carlos) - 4:14
6. No dudaría (versión de Antonio Flores) - 3:45
7. Te quiero, te quiero (versión de Nino Bravo) - 3:30
8. El sitio de mi recreo (versión de Antonio Vega) - 3:52
9. Nada de nada (versión de Cecilia) - 3:20
10. Palabras de amor (versión de Joan Manuel Serrat) - 3:53
11. Cómo me las maravillaría yo (versión de Lola Flores) - 5:52
12. Esta tarde vi llover (versión de Armando Manzanero) -

## Singles
1. Algo contigo.
2. No dudaría.
3. Cómo me las maravillaría yo a dúo con Paulina Rubio.

## Premios y nominaciones

### Premios
- 2008 Premio Ondas al mejor álbum pop vocal femenino por Parte de mí.
- 2008 Premios EñE a la mejor intérpretación solista femenina por No dudaría.
- 2008 Premios EñE a la mejor versión de un tema por No dudaría.

### Nominaciones
- 2008 Premios Grammy Latino al mejor álbum pop vocal femenino por Parte de mí.
- 2008 Premios EñE al mejor álbum del año por Parte de mí.

- 2008 Premios EñE a la mejor colaboración por Cómo me las maravillaría yo con Paulina Rubio.
- 2008 Premios Principales a la mejor artista solista.
- 2008 Premios Principales al mejor álbum del año por Parte de mí.